# Crabtree-Effekt
Der Crabtree-Effekt (nach dem englischen Biochemiker Herbert Grace Crabtree, 1892–1966; auch „Glucose-Effekt“) beschreibt im Katabolismus der Backhefe (Saccharomyces cerevisiae) den Effekt, dass bei Vorliegen von höheren Glucose-Konzentrationen auch unter Anwesenheit von Sauerstoff, d. h. unter aeroben Bedingungen, Ethanol gebildet wird.
Wenn die Glucose-Konzentration einen Wert von etwa 100 mg/l übersteigt, setzt dieser Effekt ein. Der Grund hierfür ist, dass Glucose die Transkription der respiratorischen Gene reprimiert. Das Pyruvat wird nicht – wie unter aeroben Bedingungen üblich – über Citratzyklus und Elektronentransportkette oxidiert, sondern zu Ethanol reduziert (vergoren). Aus folgenden Gründen ist der Crabtree-Effekt von wirtschaftlicher Bedeutung:
Backhefe ist als Treibmittel zur Herstellung von Backwaren von großer wirtschaftlicher Bedeutung. Unter den anaeroben Bedingungen der alkoholischen Gärung wandelt sie verschiedene Zucker (Glucose, Saccharose, Fructose, Maltose) auf dem Wege der Glycolyse in Ethanol und Kohlenstoffdioxid um. In Anwesenheit von Sauerstoff ist dies normalerweise anders: Zucker werden zu Kohlenstoffdioxid und Wasser veratmet, wobei die Energie- und damit auch die Zellausbeute um ein Vielfaches steigen.
Wird allerdings Ethanol unter den Bedingungen des Crabtree-Effekts auch unter aeroben Bedingungen gebildet, so führt dies bei der Produktion von Backhefe zu einer drastischen Verminderung der Wachstumsrate.